# St. Ignatius (Regensburg)

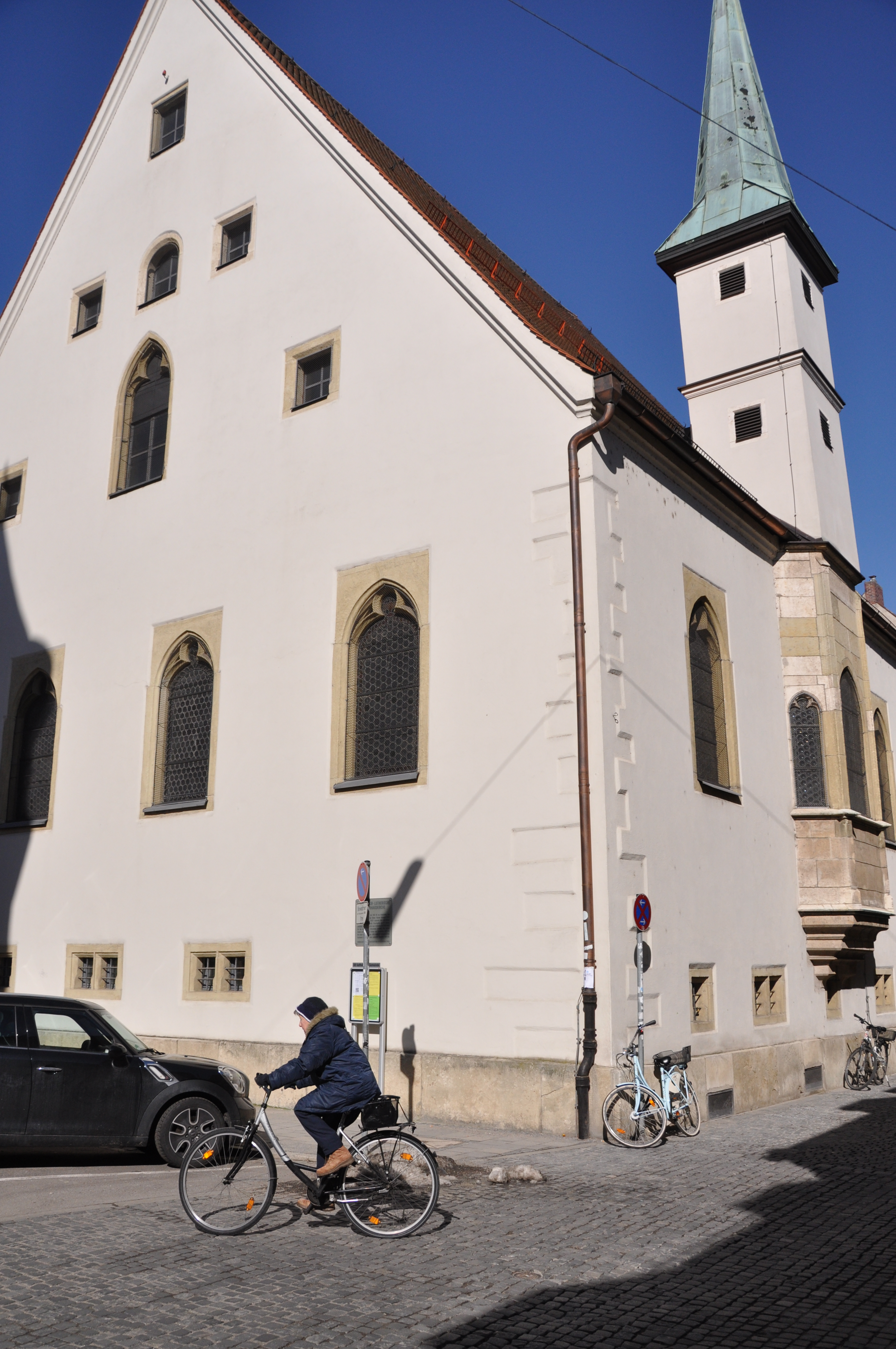
Bruderhauskirche St. Ignaz mit Erker und Turm

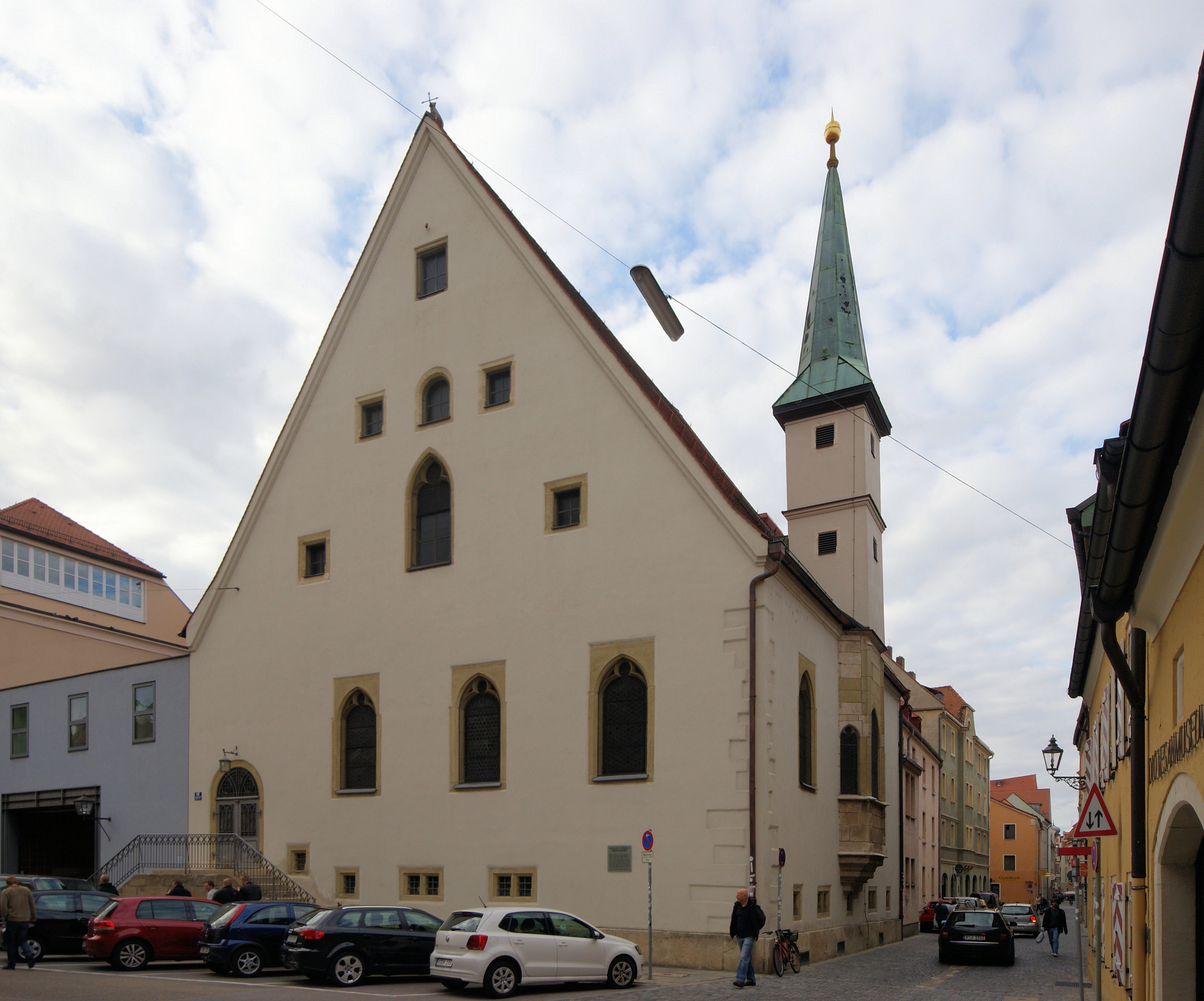
Bruderhauskirche (Süd- und Ostseite)

Die denkmalgeschützte Bruderhauskirche St. Ignaz, die ehemalige (bis 2015) evangelische Krankenhauskirche befindet sich am Emmeramsplatz 12 in der Altstadt von Regensburg. Die Kirche entstand 1622 aus einer Vorläuferkapelle St. Ignatius, die 1444 nach der Gründung der Bruderhausstiftung für verarmte Handwerker entstand.

## Patrozinium
Der Patron der Bruderhauskirche ist der Heilige Ignatius von Antiochien.

## Geschichte
Die Kirche hat ihren Ursprung um 1445. Das Kirchengebäude verdankt seine Entstehung der Gründung der Bruderhausstiftung, die 1444 durch die Vereinigung von zwei bürgerlichen, wohltätigen Stiftungen entstanden war. Vereinigt wurden die Stiftung des reichen Bürgers Stephan Notangst, der das sogenannte Bruderhaus am Haidplatz für verarmte alte Handwerker zur Verfügung gestellt hatte, mit der Kastenmayer-Stiftung des reichen Bürgers Hans Kastenmeyer, der 1444 das Anwesen am Eck von Oberer Bachgasse und Emmeramsplatz aufgekauft hatte, um dort nach dem Umbau des Anwesens zum neuen Bruderhaus ebenfalls verarmte Handwerker unterzubringen. Unentgeltlich aufgenommen wurden Brüder, die zu leichten Arbeiten verpflichtet waren, während sich Pfründner einkaufen mussten und nicht arbeitspflichtig waren. Nach der Reformation 1542 wurde das Bruderhaus zu einer evangelischen Stiftung.
Gleichzeitig mit dem Bau des Bruderhauses entstand die zum Stift gehörige St.-Ignatius-Kapelle. Sie erhielt als Bruderhauskirche ihr heutiges Aussehen erst durch einen weitgehenden Umbau in den Jahren 1622/23, den man fast als Neubau bezeichnen kann, Bei diesen Umbaumaßnahmen zog man gotisierende Spitzbogenfenster und einen schlanken, spitzen Turmhelm den zeitgenössischen frühbarocken Formen vor, während man sich im Inneren der Kirche für eine zwar sehr schlichte aber zeitgemäße Ausstattung entschied.

## Gebäude
Das Kirchengebäude ist ein giebelständiger, spätgotischer Saalbau mit steilem Satteldach. Die Bruderhauskirche ist in den umgebenden Gebäudekomplex eingebaut, die beiden freibleibenden Außenwände (Süd- und Ostwand) sind im Hochparterre durch spitzbogige Maßwerkfenster gegliedert. Der Dachfirst ist mit einem steinernen Lamm bekrönt.
An der (traufseitigen) Ostwand ist ein kleiner Chor in Form eines auskragenden Erkers angebracht. Über dem Erker erhebt sich ein kleines Türmchen (1868 nach einem Sturm erneuert, dabei wurde der nicht-gotische obere Abschnitt durch einen Turm mit Spitzhelm ersetzt.)

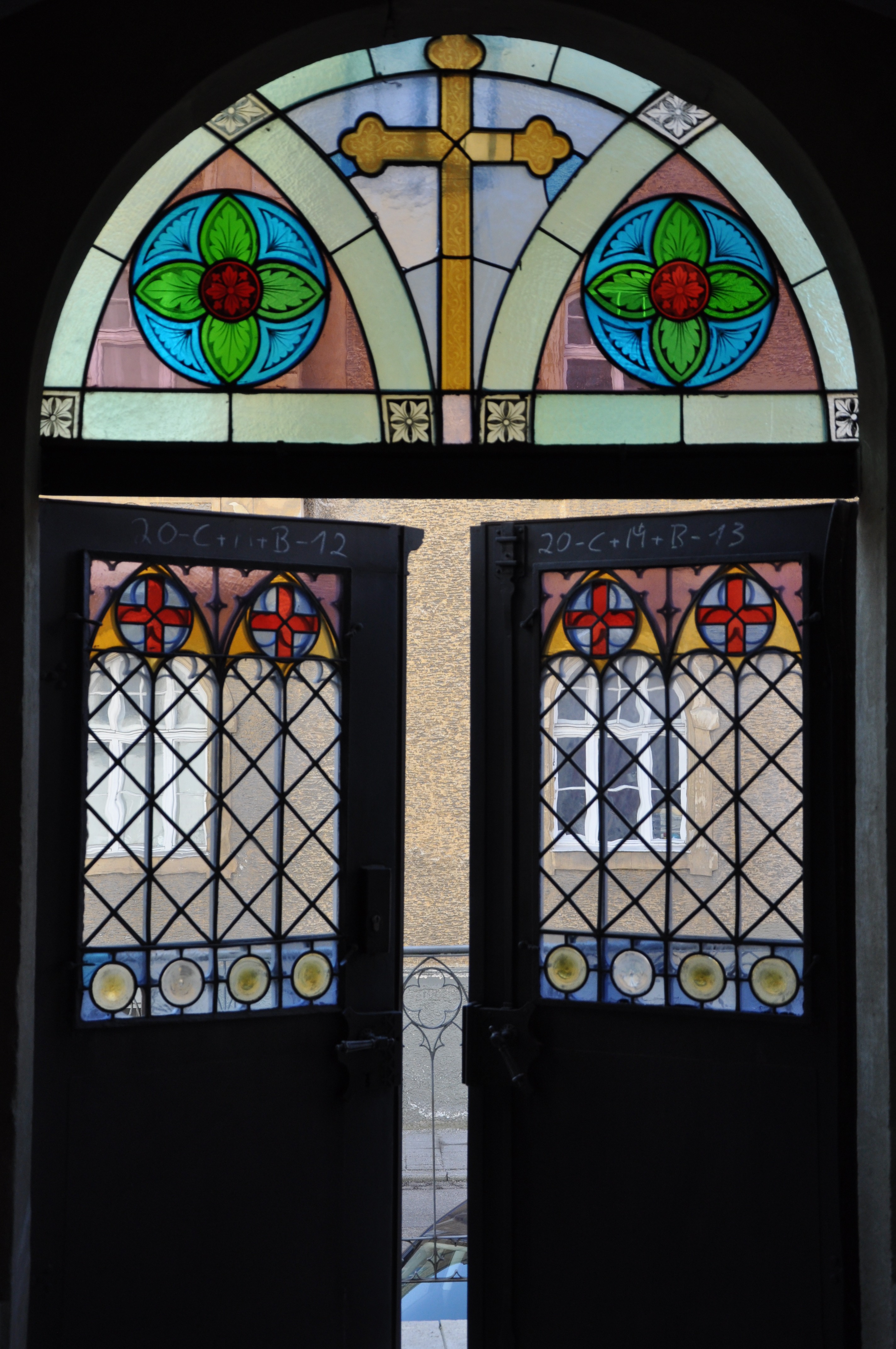
Bruderhauskirche Türe

Der aufgesockelte Eingang befindet sich an der Südwand, er ist über eine doppelläufige Treppe erreichbar. Das Rundbogenportal mit bleiverglaster Eisentür aus dem 19. Jahrhundert trägt die Jahreszahl „1622“.

## Ausstattung

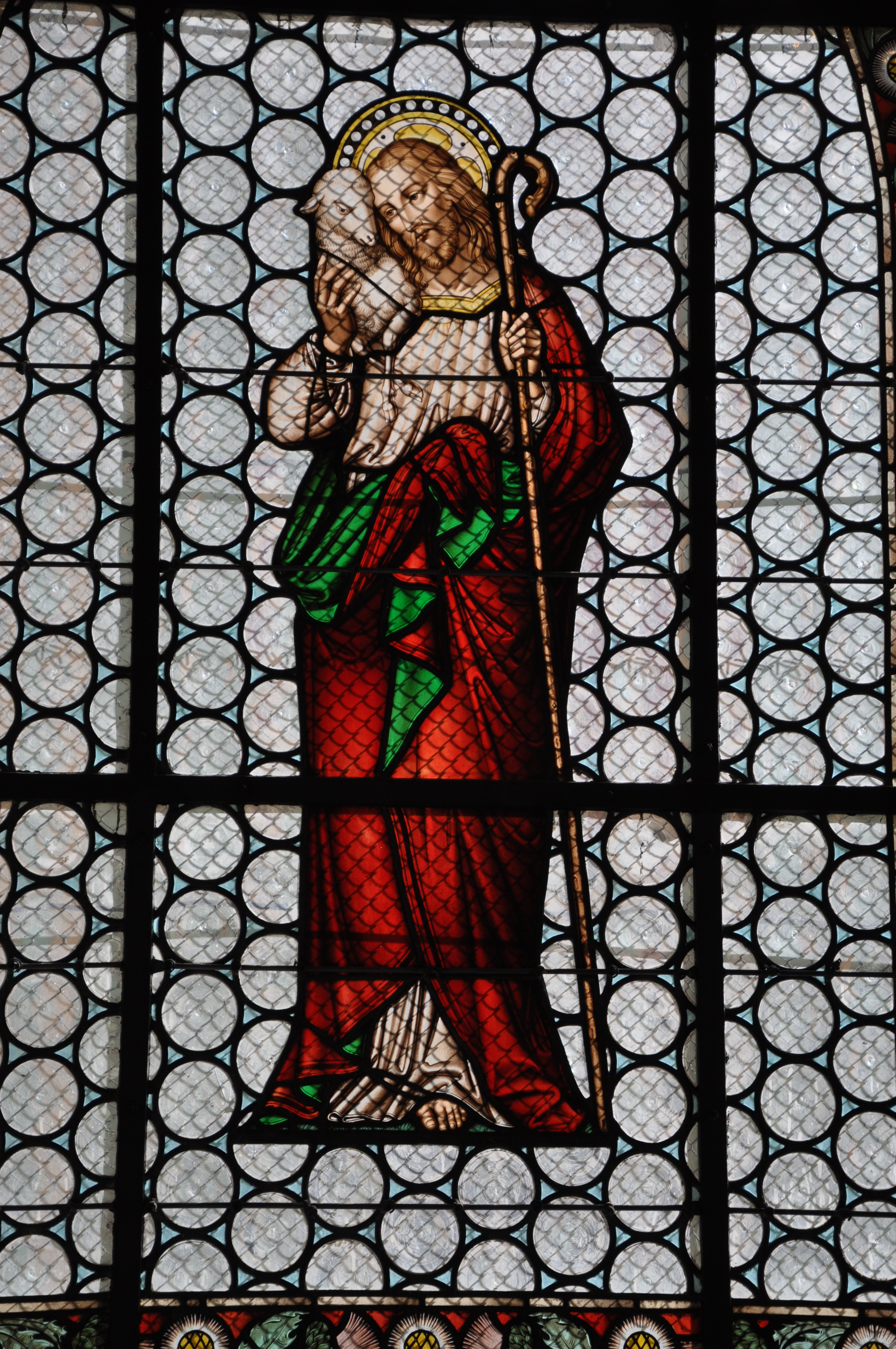
Apsisfenster „Guter Hirte“

Der fast quadratische Innenraum wird überspannt von einer Flachdecke mit einem Unterzug in Nord-Süd-Richtung, der von zwei Balustersäulen gestützt wird. Die Glasfenster stammen aus dem späten 19. Jahrhundert, das Fenster in der Apsis zeigt eine Darstellung des „guten Hirten“ von Christian Kappelmeyer von 1897.
Erhalten ist das Originalgestühl nach evangelischer Ständeordnung („Weiberbänkl“, „Mannsbänke“, „der H. Geistlichen Cabinett“, „Stühle der Brüder“). Die Sitzplätze wurden im 17. und 18. Jahrhundert an zahlungskräftige Regensburger vermietet, um die Einkünfte der Bruderhausstiftung aufzubessern.
Die kleine Apsis wird von einem gotischen Kreuzrippengewölbe mit Schlussstein getragen. Vor der Apsis steht ein schlichter Holzaltar, vermutlich von 1889. Die Kanzel stammt aus der Erbauungszeit, schön gearbeitet ist der Schalldeckel mit Kassettenfelderung und Heilig-Geist-Taube.
Im Eingangsbereich hängt eine Bau- und Stifterinschrift von 1622 in lateinischer und deutscher Sprache. Hinter der letzten Sitzreihe des nördlichen Gestühls findet sich ein Opferstock vermutlich von 1622, ein weiterer Opferkasten am südlichen Gestühl stammt vermutlich aus der Zeit um 1900.
An der Südwand hängen Bilder „Gefangennahme Jesu“, „Verhör vor Kaiaphas“, „Jesus stürzt unter dem Kreuz“ (Öl auf Leinwand, 17. Jh.). Die Bilder sind Reste eines Kreuzweges aus dem Bruderhaus. Auf der Westempore findet sich eine Darstellung des „letzten Abendmahles“ (Öl auf Leinwand, mit Stifterinschrift und Jahreszahl 163(?)).
An der Nordseite befindet sich noch die Empore von 1622. Die Empore an der Westseite wurde im 20. Jahrhundert abgerissen und später durch eine moderne, verglaste Empore ersetzt.
In zwei Vitrinen befindet sich eine kleine Ausstellung mit liturgischen Geräten.

## Dachstuhl
Der dreigeschossige Dachstuhl von 169(?) (laut Inschrift) wurde früher als Lager genutzt. Im Spitzboden findet sich noch ein Göpelwerk mit Aufzugsrolle und Rechteckfenster als Ladeluke. Im 19. Jahrhundert gab es Überlegungen den „stadelartigen und unförmigen“ Dachstuhl abzutragen, um ein „würdiges Bild der Bruderhauskirche“ herzustellen.

## Keller und Souterrain
Unter der Kirche, die im Hochparterre liegt, befinden sich noch zwei Geschosse: das Souterrain und der tief unter dem heutigen Straßenniveau liegende Keller. Der Keller besteht aus drei parallelen, tonnengewölbten Räumen in Ost-West-Ausrichtung. Vermutlich wurden die Keller ehemals als Bier- und Weinkeller genutzt.
In einem der Keller befinden sich zwei Zellen, die möglicherweise als Gefängniszellen (Keuchen) zur Bestrafung der Bewohner des Bruderhauses genutzt wurden.

## Spolie im angrenzenden Gebäude
Westlich der Kirche ist ein jüdischer Grabstein für „R. Baruch, Sohn des Märtyrers R. Chajim“ gest. 4. Cheschwan 5140 (= 4. Oktober 1380) in die Gebäudemauer eingefügt. Es handelt sich um einen von vielen Grabsteinen aus dem mittelalterlichen jüdischen Friedhof, die nach der Vertreibung der Juden im Jahr 1519 verschleppt worden waren.